# Wudui (sockenhuvudort i Kina, Jiangsu Sheng, lat 34,32, long 119,70)
Wudui är en sockenhuvudort i Kina. Den ligger i provinsen Jiangsu, i den östra delen av landet, omkring 260 kilometer norr om provinshuvudstaden Nanjing. Antalet invånare är 28 336. Befolkningen består av 14 649 kvinnor och 13 687 män. Barn under 15 år utgör 25,0 %, vuxna 15-64 år 62 %, och äldre över 65 år 11,0 %.
Runt Wudui är det tätbefolkat, med 493 invånare per kvadratkilometer. Närmaste större samhälle är Chenjiagang, 11,7 km nordost om Wudui. Trakten runt Wudui består till största delen av jordbruksmark.
Genomsnittlig årsnederbörd är 1 055 millimeter. Den regnigaste månaden är juli, med i genomsnitt 294 mm nederbörd, och den torraste är januari, med 14 mm nederbörd.